# Benassay
Benassay és un municipi francès situat al departament de la Viena i a la regió de la Nova Aquitània. L'any 2007 tenia 841 habitants.

## Demografia

### Població
El 2007 la població de fet de Benassay era de 841 persones. Hi havia 328 famílies de les quals 96 eren unipersonals (56 homes vivint sols i 40 dones vivint soles), 92 parelles sense fills, 120 parelles amb fills i 20 famílies monoparentals amb fills.
La població ha evolucionat segons el següent gràfic:
Habitants censats

### Habitatges
El 2007 hi havia 378 habitatges, 336 eren l'habitatge principal de la família, 18 eren segones residències i 24 estaven desocupats. 371 eren cases i 7 eren apartaments. Dels 336 habitatges principals, 246 estaven ocupats pels seus propietaris, 85 estaven llogats i ocupats pels llogaters i 5 estaven cedits a títol gratuït; 1 tenia una cambra, 15 en tenien dues, 45 en tenien tres, 101 en tenien quatre i 174 en tenien cinc o més. 266 habitatges disposaven pel capbaix d'una plaça de pàrquing. A 149 habitatges hi havia un automòbil i a 163 n'hi havia dos o més.

### Piràmide de població
La piràmide de població per edats i sexe el 2009 era:
| Homes | Edats   | Dones |
| ----- | ------- | ----- |
| 0     | 95 o +  | 4     |
| 4     | 90 a 94 | 0     |
| 8     | 85 a 89 | 8     |
| 4     | 80 a 84 | 12    |
| 16    | 75 a 79 | 12    |
| 28    | 70 a 74 | 24    |
| 24    | 65 a 69 | 24    |
| 8     | 60 a 64 | 20    |
| 16    | 55 a 59 | 4     |
| 16    | 50 a 54 | 16    |
| 16    | 45 a 49 | 24    |
| 32    | 40 a 44 | 16    |
| 40    | 35 a 39 | 32    |
| 32    | 30 a 34 | 16    |
| 20    | 25 a 29 | 52    |
| 16    | 20 a 24 | 16    |
| 16    | 15 a 19 | 8     |
| 24    | 10 a 14 | 60    |
| 12    | 5 a 9   | 20    |
| 32    | 0 a 4   | 40    |

## Economia
El 2007 la població en edat de treballar era de 542 persones, 406 eren actives i 136 eren inactives. De les 406 persones actives 372 estaven ocupades (211 homes i 161 dones) i 34 estaven aturades (15 homes i 19 dones). De les 136 persones inactives 44 estaven jubilades, 51 estaven estudiant i 41 estaven classificades com a «altres inactius».

### Ingressos
El 2009 a Benassay hi havia 331 unitats fiscals que integraven 834 persones, la mediana anual d'ingressos fiscals per persona era de 15.355 €.

### Activitats econòmiques
Dels 38 establiments que hi havia el 2007, 1 era d'una empresa extractiva, 1 d'una empresa de fabricació d'altres productes industrials, 3 d'empreses de construcció, 8 d'empreses de comerç i reparació d'automòbils, 3 d'empreses de transport, 1 d'una empresa d'hostatgeria i restauració, 2 d'empreses d'informació i comunicació, 3 d'empreses financeres, 2 d'empreses immobiliàries, 7 d'empreses de serveis, 3 d'entitats de l'administració pública i 4 d'empreses classificades com a «altres activitats de serveis».
Dels 8 establiments de servei als particulars que hi havia el 2009, 1 era una oficina de correu, 1 funerària, 1 taller de reparació d'automòbils i de material agrícola, 1 paleta, 2 guixaires pintors, 1 restaurant i 1 agència immobiliària.
Dels 3 establiments comercials que hi havia el 2009, 1 era una botiga de menys de 120 m², 1 un drogueria i 1 una perfumeria.
L'any 2000 a Benassay hi havia 49 explotacions agrícoles que ocupaven un total de 3.528 hectàrees.

## Equipaments sanitaris i escolars
El 2009 hi havia una escola elemental.

## Poblacions més properes
El següent diagrama mostra les poblacions més properes.